# Lammhult
Lammhult uttal (fil) är en tätort, som ligger omkring 40 kilometer norr om Växjö i Växjö kommun i Kronobergs län, Småland.

## Historik
År 1416 skrevs Lammhult som Lamhult, och på den tiden var det en liten by med ett fåtal invånare.
Tätorten har vuxit upp kring järnvägen och den 1864 öppnade poststationen. Namnet, som övertagits från byn Lammhult, har ansetts innehålla en äldre form av sjönamnet Lammen, troligen bildat till fsv. lamber ’svag, utmattad’, syftande på trögflytande vatten. Efterleden är → hult.

### Befolkningsutveckling
| Befolkningsutvecklingen i Lammhult 1960–2020 | Befolkningsutvecklingen i Lammhult 1960–2020 | Befolkningsutvecklingen i Lammhult 1960–2020 | Befolkningsutvecklingen i Lammhult 1960–2020 | Befolkningsutvecklingen i Lammhult 1960–2020 |
| -------------------------------------------- | -------------------------------------------- | -------------------------------------------- | -------------------------------------------- | -------------------------------------------- |
|                                              |                                              |                                              |                                              |                                              |
| År                                           |                                              |                                              | Folkmängd                                    | Areal (ha)                                   |
| 1960                                         | 1960                                         |                                              | 1 369                                        |                                              |
| 1965                                         | 1965                                         |                                              | 1 499                                        |                                              |
| 1970                                         | 1970                                         |                                              | 1 708                                        |                                              |
| 1975                                         | 1975                                         |                                              | 1 845                                        |                                              |
| 1980                                         | 1980                                         |                                              | 2 014                                        |                                              |
| 1990                                         | 1990                                         |                                              | 1 952                                        | 247                                          |
| 1995                                         | 1995                                         |                                              | 1 604                                        | 225                                          |
| 2000                                         | 2000                                         |                                              | 1 465                                        | 221                                          |
| 2005                                         | 2005                                         |                                              | 1 503                                        | 221                                          |
| 2010                                         | 2010                                         |                                              | 1 459                                        | 225                                          |
| 2015                                         | 2015                                         |                                              | 1 694                                        | 186                                          |
| 2018                                         | 2018                                         |                                              | 1 814                                        | 190                                          |
| 2020                                         | 2020                                         |                                              | 1 751                                        | 194                                          |
| Anm.: Björnö utbruten ur Lammhult 1995       |                                              |                                              |                                              |                                              |

## Samhället
Herrgården i Lammhult (som nu tillhör skolan) var tidigare privatägd och hade en tomt som sträckte sig ned till sjön Lammen. Herrgårdens huvudbyggnad är uppförd runt år 1815.
I hembygdsparken finns kulturhistoriska byggnader, bland annat smedja, sågverk, arrest, backstuga, magasin samt cirka 1 000 historiska föremål. Här finns även en ditflyttad hällkista och en minnessten över emigranterna från bygden.

## Kommunikationer
Det går att ta sig med tåg, buss och bil till Lammhult. Riksväg 30 mellan Växjö och Jönköping passerar samhället. Kollektivt går det att åka länstrafikens bussar från Växjö till Lammhult och omvänt.
Lammhult ligger utmed Södra stambanan och inom projektet Tågstopp Södra stambanan (TSS) fick Lammhult ett tågstopp med Krösatågen 2012. Ursprungligen slutade tågen att stanna i Lammhult 1976.

## Näringsliv
Lammhult ligger mitt i det så kallade Möbelriket och har flera större möbelfabriker och butiker som bland annat Lammhults Möbel AB, Svenssons i Lammhult, Norrgavel och Nilssons.

## Föreningsliv
I Lammhult och socknarna omkring finns ett rikt föreningsliv. Folkets hus driver samhällets biograf i en modern salong med ny teknik från 2014.

## Idrott
IFK Lammhult spelar fotboll på Norrvalla, klubben bildades 1930 och spelade under mitten av 2010-talet i division 5 Växjö. En känd profil från IFK Lammhult är Peter Wibrån, som har spelat i tyska FC Hansa Rostock och i Sveriges herrlandslag i fotboll. 2008 skrev Wibrån på för IFK Lammhult och är assisterande tränare i Östers IF.
En annan känd person ifrån Lammhult är Tex Williamsson som är en professionell ishockeymålvakt som spelat i bland annat Leksands IF, Frölunda HC och Tingsryds AIF